# Каменское городище
Каменское городище (укр. Кам'янське городище) — городище скифского времени Запорожской области Украины. Расположено у города Каменка-Днепровская на левом берегу Днепра, в районе скопления скифских курганов, поселений и селищ IV века до н. э. Большинством исследователей рассматривается как столица Скифского царства периода IV—III веков до н. э. Со стороны степи городище было защищено земляным валом и рвом, а с севера и запада — обрывами над Днепром, Конкой и Белозёрским лиманом. Общая площадь городища составляет 1200 га.

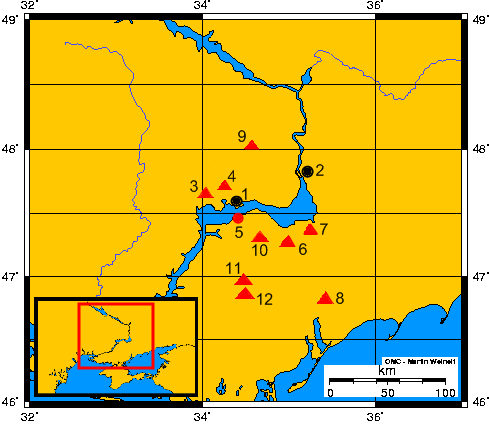
Столица скифов Каменское городище и т. н. скифские «царские» могилы в нижнем течении Днепра
1) Никополь (современный город)
2) Запорожье (современный город)
3) Толстая Могила
4) Чертомлык
5) Каменское городище
6) Солоха
7) Гайманова могила
8) Мелитопольский курган
9) Александропольский курган
10) Великая Цимбалка
11) Козел
12) Огуз

## История исследования
Первые раскопки на городище были проведены в 1899—1900 годах Д. Я. Сердюковым, а в 1938—1941 и 1944—1950 годах — Б. Н. Граковым. Позднее многочисленные раскопки на городище проводили в 1981 году — Историко-техническая экспедиция Института археологии АН УССР под руководством В. И. Бидзили, с 1987 г. памятник исследуется Скифской экспедицией Института археологии АН УССР под руководством Н. А. Гаврилюк.
По мнению Б. Н. Гракова, Каменское городище скифской эпохи было торговым, ремесленным и административным центром всей Степной Скифии. С. Я. Ольговский высказывал мнение, что укреплённое поселение могло быть сезонным центром древней торговли. Н. А. Гаврилюк считает этот памятник конгломератом небольших скотоводческих поселений, которые возникали на местах зимовий и контролировали лучшие пойменные пастбища и важные торговые пути.

## Общая характеристика памятника
Материалы, полученные в ходе многочисленных раскопок, позволяют восстановить особенности хозяйственной жизни жителей городища и свидетельствуют о высоком уровне домашнего производства, связанного с обработкой металла, кости и т. п. Находки представлены керамикой, в том числе и античной посудой, орудиями труда, конской упряжью, изделиями из кости и рога, кремнёвыми и разнообразными изделиями из металла. Известны также торговые связи Каменского городища с Ольвией и Боспорским царством. На городище исследованы остатки усадьб с каркасными жилыми постройками и комплексами мастерских. В непосредственной близости от Каменского находится Знаменское городище II века до н. э. — II века н. э., датируется более поздним временем и не было с ним связано. В окрестностях городища расположены синхронные и наиболее значительные курганные могильники с захоронения скифской знати. Большинство исследователей рассматривают Каменское городище, как столицу Скифского царства периода IV—III веках до н. э., в частности в период правления Атея. В конце III — начале II века до н. э. административный центр пришёл в упадок и был заброшен.